# Алексіс Клод-Моріс
Алексіс Клод-Моріс (фр. Alexis Claude-Maurice; нар. 6 червня 1998, Нуазі-ле-Гран, Франція) — французький футболіст гваделупського пооходження, атакувальний півзахисник клубу «Аугсбург».

## Ігрова кар'єра

### Клубна
У 2014 році Алексіс Клод-Моріс став гравцем молодіжної команди клубу Ліги 1 «Лоря'ян». Крім молодіжного складі футболіст грав у другій команді у Національному чемпіонаті. 4 серпня 2017 року Клод-Моріс дебютував у першій команді у турнірі Ліги 2.
Відігравши за команду два сезони, влітку 2019 року півзахисник перейшов до клубу Ліги 1 «Ніцца». І 14 вересня 2019 року зіграв свою першу гру у вищому дивізіоні. 31 серпня 2022 року Клод-Моріс відправився в оренду до кінця сезону у «Ланс».

### Збірна
Алексіс Клод-Моріс виступав за юнацькі збірні Франції різних вікових категорій. У березні 2021 року він дебютував у складі молодіжної збірної Франції.

## Досягнення
Ніцца
- Фіналіст Кубка Франції: 2021/22

## Особисте життя
Алексіс народився у передмісті Парижа у родині вихідців з Гваделупи.